# Лунканиј де Сус (Тимиш)
Лунканиј де Сус (рум. Luncanii de Sus) насеље је у Румунији у округу Тимиш у општини Томешти. Oпштина се налази на надморској висини од 519 m.

## Прошлост
Када је 1797. године пописан православни клир ту је био један свештеник. Парох поп Михаил Поповић је администратор упражњене парохије.

## Становништво
Према подацима из 2002. године у насељу је живело 38 становника, од којих су сви румунске националности.